# Mario Missiroli (Regisseur)
Mario Missiroli (* 13. März 1934 in Bergamo; † 19. Mai 2014 in Turin) war ein italienischer Theaterregisseur.
Missiroli arbeitete seit 1957 in erster Linie für die Bühne; er diplomierte an der Accademia nazionale d’arte drammatica. Nach einer Zeit als Assistent von Giorgio Strehler etablierte er sich Ende der 1960er Jahre als ein innovativer und manchmal provokanter Gegenwartsregisseur. Von 1977 bis 1985 leitete er das Teatro Stabile di Torino. In den 1990er Jahren war er in Rom tätig. Er arbeitete mit vielen wichtigen Schauspielen und Darstellerinnen der italienischen Theaterszene zusammen. Bei einigen Gelegenheiten war er an Kinofilmen beteiligt. Nach dem Roman von A. Arbasino drehte er 1962 seinen einzigen Beitrag für die Leinwand, La bella di Lodi, eine nach eigenem Drehbuch entstandene, recht konventionelle Geschichte über ein lombardisches Mädchen in Zeiten des Wirtschaftsaufschwunges. Für das Fernsehen war Missiroli ein paar Mal tätig, so bearbeitete er Schuld und Sühne, Dantons Tod und Lulu.
Missiroli war Mitglied der PDCI.

## Filmografie (Auswahl)
- 1962: Tagebuch eines Sünders (Cronanca familiare) (Drehbuch)
- 1962: La bella di Lodi (Regie, Drehbuch, Darsteller)